# Verkeersstroomtheorie
Verkeersstroomtheorie is een vakgebied binnen de verkeerskunde dat zich bezighoudt met de toepassing en uitbreiding van theorieën over verkeersstromen in het wegverkeer. Hier valt bijvoorbeeld onder:
- gebruik en betekenis van het basisdiagram van de Verkeerskunde
- verkeersafwikkeling met behulp van microscopische verkeersmodellen
- verkeersafwikkeling met behulp van macroscopische modellen
- hiaat-acceptatie
- voertuig-volg algoritmes